# Cristiano Democratici per la Repubblica
I Cristiano Democratici per la Repubblica (CDR) sono stati un partito politico italiano fondato da Clemente Mastella il 5 marzo 1998.

## Storia
Il 16 febbraio 1998 l'ala del Centro Cristiano Democratico interessata al progetto neocentrista di Francesco Cossiga, guidata dal suo presidente Clemente Mastella, si scisse per cofondare l'Unione Democratica per la Repubblica.
Su suggerimento dello stesso Cossiga, gli ex CCD il 5 marzo si diedero appunto il nome di Cristiano Democratici per la Repubblica.
Presidente del partito fu Salvatore Cardinale, segretario Mastella.

Al suo esordio il CDR poteva contare su 18 deputati (15 ex CCD, 2 ex Forza Italia e Alberto Acierno del gruppo misto, già FI) e 5 senatori.
Il 4 marzo 1998, il CDR coi CDU di Rocco Buttiglione aveva già formato gruppi parlamentari unitari.
Il 1º luglio 1998, il Consiglio nazionale del CDR diede mandato al proprio segretario di «definire tutti i passaggi politici e organizzativi utili alla nascita dell'UDR», che vide così la luce il giorno dopo e che affidò la propria segreteria a Mastella.